# Mont Lidgbird
Le mont Lidgbird, en anglais Mount Lidgbird, est une montagne de l'île Lord Howe, un territoire non-incorporé de l'Australie situé dans l'océan Pacifique. Ce sommet est voisin du mont Gower, le point culminant de l'île. Composé de roches volcaniques, le mont Lidgbird est le produit de l'érosion du volcan ayant donné naissance à l'île Lord Howe.

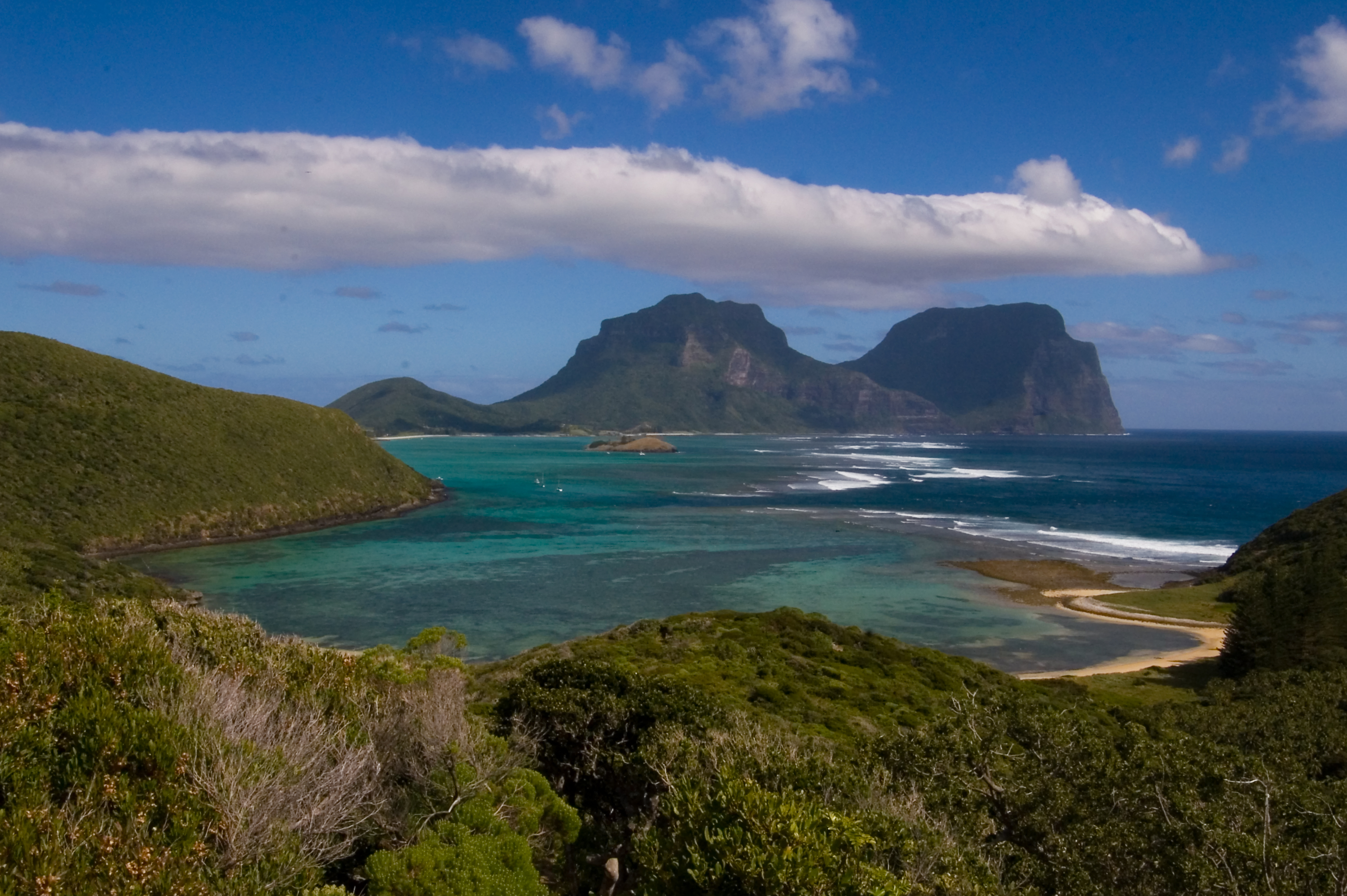
Vue du mont Lidgbird (à gauche) et du mont Gower (à droite).